# نطاق الوصول (إعلان)
عند تطبيق علم الإحصاء على مجال الإعلان وتحليل وسائل الإعلام، فإن مصطلح نطاق الوصول يشير إلى إجمالي عدد الأشخاص أو الأسر المختلفة التي تتعرض، ولو مرة واحدة على الأقل، لإحدى وسائل الإعلام خلال مدة معينة. ولا يجب الخلط بينه وبين عدد الأشخاص المعرضين بالفعل لرؤية واستهلاك الإعلان. فهو مجرد عدد الأشخاص المعرضين للوسيلة الإعلامية وبالتالي لديهم الفرصة لرؤية وسماع الإعلان أو التعرف على المنتج التجاري. ويمكن أن يُذكر مصطلح نطاق الوصول كرقم مجرد أو كجزء من مجموعة سكانية معينة (مثال: 'الأسر التي تشاهد التلفزيون' أو 'الرجال' أو 'الذين تتراوح أعمارهم من 25-35').
ولأي مشاهد معين، فإنه يتم «الوصول إليه» عن طريق هذا العمل إن كان شاهده كله (أو جزءًا محددًا منه) أثناء المدة الزمنية المحددة. والمشاهدات المتعددة لأحد أفراد الجمهور خلال المدة المحددة لا تزيد من نطاق الوصول، وعلى الرغم من هذا يستخدم رجال الإعلام مصطلح نطاق الوصول الفعال لوصف جودة العرض. ويعتبر نطاق الوصول ونطاق الوصول الفعال مقياسين مختلفين للجمهور المستهدف الذي يتلقى رسالة معينة أو إعلانًا ما.
ونظرًا لأن نطاق الوصول يمثل ملخص إجمالي سلوك المشاهدين المعتمد على الوقت، فإن معدلات نطاق الوصول تكون بلا معنى إذا لم تكن هناك مدة زمنية مرتبطة بها: وهناك مثال على معدلات نطاق الوصول يوضح أن «[نموذج موقع إلكتروني] وصل في يوم واحد إلى 1565 في المليون يوم 21 مارس 2004» (على الرغم من أن المستخدمين المميزين، وهو مقياس مكافئ، يعد المقياس الأكثر اعتيادًا فيما يتعلق بمواقع الإنترنت).
غالبًا ما يتم التعبير عن نطاق وصول قنوات التلفزيون في شكل x دقيقة أسبوعيًا - مما يعني أن العدد (أو النسبة المئوية) لمشاهدي القناة على الأقل x دقيقة في أسبوع معين.
على سبيل المثال، في المملكة المتحدة يُعرف مجلس أبحاث جمهور البث الإذاعي (BARB) نطاق وصول القنوات التلفزيونية على أنها النسبة المئوية للسكان في المنازل الذين يشاهدون القناة لمدة تزيد عن 3 دقائق في اليوم أو الأسبوع المحدد. كذلك بالنسبة للمحطات الإذاعية، تُعرف أبحاث مستمعي المحطات الإذاعية (RAJAR) نطاق الوصول الأسبوعي لـمحطة الراديو بعدد المستمعين الذين يديرون محطة الإذاعة لمدة 5 دقائق على الأقل (خلال 15 دقيقة على الأقل) في أسبوع محدد.
يعتبر نطاق الوصول مقياسًا هامًا لـهيئة الإذاعة البريطانية (BBC), التي يتم تمويلها عن طريق رسوم الترخيص. حيث تسعى لتوسعة نطاق وصولها من أجل ضمان أن جميع من يدفعون رسوم الترخيص يحصلون على قيمة. وكذلك، يعتبر كل من نطاق الوصول ومدى تكرار التعرض من الإحصاءات شديدة الأهمية المستخدمة في عقد اتفاقيات الإعلانات. وعند ضرب نطاق الوصول في متوسط التكرار، نحصل على مقياس مركب يسمى نقاط إجمالي التقييم (GRPs). ويمكن حساب نطاق الوصول بطريقة غير مباشرة كما يلي: نطاق الوصول = نقاط إجمالي التقييم / متوسط التكرار.